# Kohautia amatymbica
Kohautia amatymbica är en måreväxtart som beskrevs av Christian Friedrich Frederik Ecklon och Carl Ludwig Philipp Zeyher. Kohautia amatymbica ingår i släktet Kohautia och familjen måreväxter. Inga underarter finns listade i Catalogue of Life.